# Elp'in
Elp'in (armeniska: Elp’in) är ett vattendrag i Armenien.   Det ligger i provinsen Vajots Dzor, i den södra delen av landet, 80 kilometer sydost om huvudstaden Jerevan.
Trakten runt Elp'in består i huvudsak av gräsmarker. Runt Elp'in är det ganska glesbefolkat, med 28 invånare per kvadratkilometer.